# Jade Cole
Jade Chantel Cole (Pittsburgh, Pensilvania, 19 de junio de 1979) es una modelo y ex personalidad de televisión estadounidense. Ella apareció por primera vez en el ciclo 6 de America's Next Top Model. También es la fundadora de Biracial Butterfly Productions, una agencia que representa modelos con etnia birracial.

## America's Next Top Model

### Ciclo 6
Mientras que Cole había tenido experiencia previa en el modelaje, ANTM fue la primera vez que enfocó la atención nacional en ella. Cole fue una de las trece concursantes femeninas en el ciclo 6 del programa, y finalmente obtuvo el tercer lugar en la competencia. Joanie Dodds fue subcampeona y Danielle Evans terminó ganando el ciclo. Durante su permanencia en el programa, Cole fue descrito como «odiosa, ensimismada y extravagante» y «arrogante... y una de las mayores villanas de ANTM». E! News llamó a Cole una de las «dos perras más grandes en la historia del programa». En respuesta, Cole ha declarado que sentía que ANTM era una «tergiversación», una «actuación inexacta» y que había sido explotada. Entertainment Weekly la incluyó en su lista de concursantes favoritas y de los peores cambios de imagen.

### Ciclo 17
Cole declaró que había rechazado el ciclo 17 de America's Next Top Model, «All-Stars», citando problemas contractuales.
En una entrevista, Cole declaró: «Por mucho que me hubiera encantado volver a la televisión, sentí que posiblemente sería tergiversada si apareciera en la temporada 17. Básicamente estas firmando sus derechos y su vida hipotéticamente lejos... Los reality shows muestran con frecuencia una forma de realidad modificada y muy influenciada. A menudo estamos convencidos de actuar de forma específica mediante "guionistas" o "productores de televisión por segmentos" fuera de la pantalla, con la representación de eventos y del habla manipulada, y se las ingenian para crear una ilusión de realidad a través de técnicas de edición de dirección y posproducción».

## Modelaje
Cole ha firmado con varias agencias desde su aparición en ANTM. Ella ha firmado con Diva Models, con sede en Singapur; Dream Models, con sede en Hong Kong; Uber-Warning Models, con sede en Los Ángeles; VMH Models, con sede en Vancouver; y SMG Models, con sede en Seattle. Ella también ha firmado un contrato con Elite Model Management.

## Vida personal
Cole nació en Pittsburgh, Pensilvania, y es de origen étnico mixto: su padre es afroamericano y su madre es holandesa. Aunque su origen étnico ambiguo inicialmente le causó molestia cuando la gente la cuestionó, aprendió a usarlo para su ventaja en su carrera como modelo.
Cole se ha asociado con Casa de Amparo, una organización que tiene como objetivo tratar y prevenir el abuso y la negligencia infantil.

## Filmografía

### Televisión
| Año  | Título                             | Episodio                   | Notas      |
| ---- | ---------------------------------- | -------------------------- | ---------- |
| 2013 | Fashion News Live                  | 11.25                      | Ella misma |
| 2006 | The Tyra Banks Show                | «Top Model Premiere Party» | Ella misma |
| 2006 | America's Next Top Model (ciclo 6) | Todos los 13 episodios     | Ella misma |
| 1994 | The Word                           | 5.10                       | Ella misma |

### Videos musicales
| Año  | Título           | Artista    |
| ---- | ---------------- | ---------- |
| 2009 | «Digital Girl»   | Jamie Foxx |
| 2007 | «Go On Girl»     | Ne-Yo      |
| 2003 | «Change Clothes» | Jay-Z      |